# Rocznik Ziemi Kłodzkiej
Rocznik Ziemi Kłodzkiej – rocznik ukazujący się od 1958 do 2004 i ponownie od 2018. Wydawcą jest Towarzystwo Miłośników Ziemi Kłodzkiej. Publikowane są w nim artykuły naukowe, recenzje, materiały dotyczące historii regionu kłodzkiego. Jego poprzednikiem był „Rocznik Kłodzki”; pod tym tytułem wyszły dwa numery, nr 1 za 1948 w 1949 i nr 2 za 1949 w 1950.
Wydawnictwo zostało wskrzeszone po 14 latach przez Towarzystwo Miłośników Ziemi Kłodzkiej, którego prezesem od 2016 jest Adam Łącki. 16 listopada 2018 w Muzeum Ziemi Kłodzkiej dokonano oficjalnej prezentacji. Aktualnie „Rocznik” dostępny jest w formie e-booka na oficjalnej stronie internetowej TMZK oraz na podstronie firmy Mateusiak Group.
Aktualne wydanie rocznika zostało wydane przy 50% wsparciu finansowym powiatu kłodzkiego.
Tom XXV z 2018 liczy 146 stron i zawiera osiem artykułów, których tematyka dotyczy ludzi, spraw oraz rocznic związanych z ziemią kłodzką. Ich autorami są: Bogusław Bieńkowski, dr Kazimierz Czechowicz, Irena Klimaszewska, o. Albert Krzywański, Bartosz Małek, Krystyna Oniszczuk-Awiżeń, Roman Szymański i dr Lech Włodarczyk.
Kolejny tom, wydany w 2021, zawierał także osiem artykułów, ich autorzy to: Irena Klimaszewska o Teatrze Studium, Lech Włodarczyk o notgeldach, Henryk Grzybowski (tradycje lotnicze ziemi kłodzkiej), Joanna Załucka, Katarzyna Schick i Marek Mazurkiewicz (Festiwal Zderzenie Teatrów), Leszek Majewski, Zbigniew Piotrowicz o pobycie Marka Hłaski i Edwarda Stachury na ziemi kłodzkiej, Joanna Kraj-Plenkiewicz i Jagoda Plenkiewicz o Klubie Biznesu Ziemi Kłodzkiej, Robert Duma o historii Gorzanowa.
W maju 2025 odbyła się prezentacja 30. numeru Rocznika (z poprawioną numeracją), zawierającego siedem artykułów, m.in.: Ireny Klimaszewskiej o Adamie Mikszu, Ewy i Wojciecha Ciężkowskich o Hieronymusie Richterze, Henryka Grzybowskiego o historii Towarzystwa Miłośników Ziemi Kłodzkiej oraz Kalendarium TMZK 1947–2024 (wspólnie z Małgorzatą Zawadzką i Ireną Klimaszewską), Józefa Dziąski o lecznictwie sanatoryjnym Dusznik-Zdroju i wykorzystaniu walorów klimatycznych Zieleńca.
Numery wydane w latach 2018–2025 są dostępne także w wersji internetowej: RZK 2018, RZK 2021, RZK 2025.